# Сан-Квентин
Сан-Кве́нтин (англ. San Quentin) — окружная тюрьма, располагающаяся на 432 акрах (около 1,7 км²), на мысе Сан-Квентин, в округе Марин, штат Калифорния, США. Тюрьма штата Калифорния Сан-Квентин была открыта в июле 1852 года и является старейшей в штате. Она была построена заключёнными, которые проживали в течение строительства на тюремном судне Вабан. В Сан-Квентине отбывали наказание и мужчины, и женщины до 1934 года, когда построили женскую тюрьму в Техачапи и туда перевели всех заключённых женщин.
В Сан-Квентине приводятся в исполнение смертные казни, для этого имеется газовая камера, но в последние годы, вместо неё для смертной казни используют смертельные инъекции. Обычно в этой тюрьме приводились в исполнения смертные приговоры для заключённых Алькатраса. Последняя смертная казнь была здесь приведена в исполнение в 2006 году.

## История
В 1851 году в Калифорнии была открыта первая тюрьма. Это был 268-тонный деревянный корабль, стоявший на якоре в заливе Сан-Франциско, в котором содержались 30 заключённых В 1852 году была построена тюрьма Сан-Квентин, в которой содержалось 68 заключённых.
Применение пыток в ходе допросов в Сан-Квентине было запрещено в 1944 году.
Альфредо Сантос, осуждённый за производство героина, будучи художником, создал шесть шестиметровых фресок в столовой тюрьмы во время своего заключения в 1953—1955 годах.
В 2005 году отмечалось, что тюрьма стала устаревшей, грязной, с плохо укомплектованным штатом, и в плохом состоянии находились, в частности, медицинские помещения. В том же году начальник был уволен за угрозы в отношении врача, который говорил с юристами о проблемах оказания медицинской помощи в тюрьме. К 2007 году в тюрьме был открыт новый центр травм и уже запланировано строительство нового медицинского комплекса на $175 млн.

## Известные заключенные

### «Смертники»
| Фамилия Имя                     | Годы жизни  | Регион совершения преступления | Совершённые преступления | Год оглашения приговора | Назначенное наказание          |
| ------------------------------- | ----------- | ------------------------------ | --- | ----------------------- | ------------------------------ |
| Франклин, Лонни Дэвид (младший) | 1952 — 2020 | Лос-Анджелес, Калифорния       | Серийный убийца. Признан виновным в изнасиловании и убийстве по меньшей мере 10 женщин совершенных им в Лос-Анджелесе в период с 1985 по 2007 годы. | 2016                    | Смертная казнь. (не исполнена) |
| Карпентер, Дэвид                | р. 1930     | Лос-Анджелес, Калифорния       | Серийный убийца. Признан виновным в изнасиловании и убийстве по меньшей мере 10 женщин, совершенных в 1979 — 1981 годах. | 1984                    | Смертная казнь (о)             |
| Тернер, Честер                  | р. 1966     | Калифорния,                    | Серийный убийца. Признан виновным в убийстве по меньшей мере 15 женщин, совершенных им в Калифорнии в период с 1987 по 1998 годы. | 2014                    | Смертная казнь (о)             |
| Яблонски, Филип                 | 1946 — 2019 | Калифорния, Юта                | Серийный убийца. Признан виновным в убийстве по меньшей мере 5 женщин, совершенных им в Юте и Калифорнии в период с 1978 по 1991 годы. | 2006                    | Смертная казнь (не исполнена)  |
| Петерсон, Скотт                 | р. 1972     | Калифорния                     | Признан виновным в убийстве своей супруги Лейси Петерсон и их нерождённого сына Коннера, совершённом 24 декабря 2002 года. | 2005                    | Смертная казнь (з)             |
| Стэйнер, Кэри                   | р. 1963     | Калифорния                     | Серийный убийца. Признан виновным в убийстве по меньшей мере 4 женщин совершенных им в Йосемитском национальном парке штат Калифорния в период с февраля по июль 1999 года. | 2002                    | Смертная казнь (о)             |
| Крафт, Рэнди Стивен             | р. 1945     | Калифорния, Орегон, Мичиган    | Серийный убийца. Убийца с автострады. Признан виновным по меньшей мере в 16 убийствах, совершенных им в период с 1971 по 1983 годы. | 1989                    | Смертная казнь (о)             |
| Уильямс, Стэнли                 | 1953—2005   | Калифорния                     | Один из основателей ОПГ «Crips». Признан виновным в многочисленных разбойных нападениях и убийстве 4 человек, совершенных им во время одного из них 28 февраля 1979 года. | 1983                    | Смертная казнь (и)             |
| Бонин, Уильям                   | 1947—1996   | Калифорния                     | Серийный убийца. Убийца с автострады Признан виновным в убийстве по меньшей мере 14 мальчиков и юношей, совершенных им в штате Калифорния в период с 1979 по 1980 годы. | 1982                    | Смертная казнь (и)             |
| Глатмен, Харви                  | 1927—1959   | Калифорния                     | Серийный убийца. Признан виновным в изнасиловании и убийстве по меньшей мере 3 женщин, совершенных им в период с августа 1957 по июль 1958 года. | 1958                    | Смертная казнь (и)             |
| Грэм, Барбара                   | 1923—1955   | Калифорния                     | Признана виновной в совершении умышленного убийства при разбойном нападении с целью ограбления, совершенного группой лиц по предварительному сговору в марте 1953 года. | 1954                    | Смертная казнь (и)             |
| Кук, Билли                      | 1928—1952   | Миссури, Калифорния            | Массовый убийца. Признан виновным в убийстве 6 человек при совершении в конце 1950 — начале 1951 года серии разбойных нападений. | 1951                    | Смертная казнь (и)             |
| Чессмен, Кэрил                  | 1921—1960   | Калифорния                     | Признан виновным в 17 эпизодах нападений с целью ограбления и изнасилованиях, совершенных им в Лос-Анджелесе в период с 1947 по 1948 годы. А также в побеге из исправительного учреждения и покушении на убийство. | 1948                    | Смертная казнь (и)             |
| Шокли, Сэм                      | 1909—1948   | Оклахома, Калифорния           | В 1938 году признан виновным в ограблении банка и похищении человека совершенном в штате Оклахома, приговорен к пожизненному лишению свободы без права на досрочное освобождение. В 1947 году признан виновным в соучастии в неудавшейся попытке побега из Алькатраса предпринятой в период с 2 по 4 мая 1946 года группой заключенных и получившей название «Битва за Алькатрас» в результате которой погибли 3 охранника и ещё 14 получили ранения.                  | 1938 и 1947             | Смертная казнь (и)             |
| Томпсон, Миран Эдгар            | 1917—1948   | Техас, Калифорния              | В 1944 году признан виновным в совершении умышленного убийства офицера полиции в штате Техас, приговорен к пожизненному лишению свободы без права на досрочное освобождение и ещё 99 годам тюрьмы. В 1947 году признан виновным в соучастии в неудавшейся попытке побега из Алькатраса предпринятой в период с 2 по 4 мая 1946 года группой заключенных и получившей название «Битва за Алькатрас» в результате которой погибли 3 охранника и ещё 14 получили ранения. | 1944 и 1947             | Смертная казнь (и)             |

Всего же по состоянию на август 2017-го года, в камерах смертников Сан-Квентина находились в ожидании исполнения смертной казни 747 осужденных. По состоянию на 2019 год, наибольшее количество лет в камере смертников тюрьмы Сан-Квентин в ожидании исполнения казни провел 60-летний Даглас Рэй Станкевитц, который был приговорен к смертной казни и находится в камере смертников с октября 1978 года.
В июле 2020 года, в ходе пандемии COVID-19 было зарегистрировано 160 случаев заболевания заключенных, ожидающих исполнения смертной казни, что привело к 7 смертям.

## В культуре
- За кровь платят кровью (фильм)
- «Смирительная рубашка» — роман Джека Лондона.
- «Черная полоса» (1947) — герой фильма Винсент Перри (в исполнении Хамфри Богарта), обвинённый в убийстве своей жены, совершает побег из тюрьмы Сан-Квентин.
- St. Anger — песня группы Metallica (клип к этой песне снимался в тюрьме Сан-Квентин).
- Известный американский кантри-певец Джонни Кэш выступал перед заключёнными тюрьмы в 1969 г.
- Во второй половине 1940-х годов пятилетний срок за попытку ограбления бара в тюрьме Сан-Квентин отбывал будущий довольно известный киноактёр Лео Гордон.